# Rafaël Guízar y Valencia
Ráfael Guízar y Valencia (Cotija, 16 april 1878 - Mexico-Stad, 6 juni 1938) was een Mexicaans bisschop en heilige binnen de Rooms-Katholieke Kerk.
Raphael Guizar stamde uit een gezin van rijke en vrome landeigenaars. Hij ontving zijn wijding als priester in 1901 in Zamora de Hidalgo. In 1903 stichtte hij de congregatie van Missionarissen van Onze Lieve Vrouw van Hoop en werd apostolisch missionaris in 1905. Hij wendde zijn familiefortuin aan om twee jongenscolleges en een school voor arme meisjes op te richten. Wegens zijn activiteiten tijdens de Mexicaanse Revolutie, waarbij hij zich inzette voor de verpleging en opvang van oorlogsslachtoffers, is hij heilig verklaard. 
Na de revolutie werd zijn congregatie op last van de regering ontbonden en zijn missiewerk verboden, waardoor pater Guízar verplicht werd om zijn werk illegaal voort te zetten. Hij stichtte in Mexico-Stad een katholiek tijdschrift, dat snel door de gouverneur werd verboden. Vermomd als verkoper of muzikant trok hij het land rond om te preken. Diverse keren werd hij door het leger onder vuur genomen en ter dood veroordeeld. Het leger zat hem in 1916 hem zo dicht op de hielen, dat hij Mexico diende te ontvluchten, eerst naar de Verenigde Staten en vervolgens naar Guatemala. Van 1917 tot 1919 preekte hij in Cuba. In 1919 werd hij benoemd tot bisschop van Veracruz-Jalapa en keerde terug naar Mexico in 1920.
De vervolging van de kerk verhevigde en het bisschoppelijk seminarie werd gesloten. Bisschop Guízar bracht zijn studenten over naar Mexico-Stad en bleef hen in het geheim verder onderwijzen. In 1931 vaardigde gouverneur Adalberto Tejada van Veracruz uit dat er voortaan maar één priester per 100.000 katholieken zijn. Guízar y Valencia sloot uit protest alle kerken en Tejada beval hem onmiddellijk neer te schieten. Guízar y Valencia stapte op de gouverneur in zijn regeringszetel af en deze herriep het doodsvonnis uit schrik voor de opstand die de dood van de man ongetwijfeld zou veroorzaken. Guízar y Valencia bracht de rest van zijn dagen al vechtende voor werk van de kerk tegen de regering in.
Guízar werd in 1995 zalig verklaard door paus Johannes Paulus II. Zijn heiligverklaring door paus Benedictus XVI volgde in 2006. Zijn feestdag is op 6 juni.
- Gemeinsame Normdatei: 13361865X
- International Standard Name Identifier: 0000 0000 6123 3546
- Library of Congress Control Number: n98020405
- Système universitaire de documentation: 135321840
- Virtual International Authority File: 23334980
- WorldCat: E39PBJc7XHB7yxCWXgd67XYMfq